# Пятитактный роторный двигатель
Пятитактный роторный двигатель — роторный двигатель с простым и равномерным вращательным движением главного рабочего элемента и с использованием такого же простого вращательного движения уплотнительных элементов.

## История
Впервые такая схема расширительной машины в виде насоса была описана британским изобретателем Д. Эвом в 1820-х годах и опубликована в английской книге Т. Юбанка в 1850 году «Гидравлические и другие машины».
Первую известную и реально действующую машину на этом принципе создал русский инженер-механик из Санкт-Петербурга Н. Н. Тверской в 1880-х годах. Его паровая «коловратная машина» (паровой роторный двигатель) ставился на паровые катера, вращал динамо-машины и даже, работая со сжатым аммиаком, приводил в движение «подводную миноноску» (подводную лодку) конструкции Н. Н. Тверского, на которой сам инженер опускался в воды Финского залива. Паровая машина Н. Н. Тверского стояла даже на императорской паровой яхте «Штандарт». Однако потом эти двигатели по непонятной причине были забыты и не получили в России, да и в мире, дальнейшего развития.
В XX веке с появлением двигателя внутреннего сгорания производились попытки приспособить такую схему роторного двигателя к осуществлению циклов двигателя внутреннего сгорания. Например, в специальной технической литературе европейских стран и США середины XX века описаны схемы двигателей конструкции Ф. Унзина и С. Беймана, которые пытались развить именно эту схему роторных машин применительно к режиму работы двигателя внутреннего сгорания. Однако эти попытки были явно неудачными и о реализации этих схем в металле ничего неизвестно.
Идея разделить шиберные колеса сжатия и расширения (возможно, на несколько колес последовательного расширения) витает в воздухе давно, но только в последние десятилетия обретает технологическую возможность стать сравнимой по эффективности и энергоплотности с турбиной такого же массогабарита, однако, все же, при худшем тепловом режиме не только рабочих элементов, но и корпусных частей. Также, в отличие от турбин, такая модель объемного ДВС требует либо значительной циркуляции жидкого несгораемого уплотнителя, либо ввода через шиберный вал и стенки корпуса тяжёлых топливных фракций (масел, мазутов и т. п.).
Сомнительным преимуществом такого ДВС перед турбиной может стать его простота в фазе разработки, относительная всеядность по топливам и чуть меньшая, чем у турбин, стоимость при производстве в малом габарите. В любом случае, такой ДВС не может превысить в эффективности дизельный двигатель.
Единственное реальное преимущество подобного ДВС перед дизельным — относительная тишина работы, что, впрочем, спорно для больших мощностей и малых оборотов.
Российским инженером И. Ю. Исаевым в 2009 году предложена схема реализации циклов двигателя внутреннего сгорания в конструктивной компоновке данного типа роторных машин, отличающаяся от предложенного ранее. Главным отличием этого изобретения является вынесение в отдельные конструктивно обособленные камеры технологического цикла «горение рабочей смеси — образование газов горения высокого давления». То есть привычный для всех типов двигателей внутреннего сгорания такт «горение — расширение» разделён на два технологических процесса «горение» и «расширение», реализуемые в разных рабочих камерах двигателя. В двигателе в различных конструктивных объёмных камерах последовательно реализуются следующие технологические такты:
1. всасывание рабочей смеси.
2. сжатие рабочей смеси.
3. поджиг и горение рабочей смеси.
4. расширение рабочих газов.
5. выпуск отработавших газов.